# The Recipe
The Recipe è il terzo album in studio del rapper statunitense Mack 10, pubblicato nel 1998.

## Tracce
1. Intro – 1:02
2. The Recipe (featuring Boo Kapone, Binky Mack, Techniec & CJ Mac) – 4:59
3. You Ain't Seen Nothin' (featuring Foxy Brown & Jermaine Dupri) – 3:58
4. Made Niggaz (featuring Master P & Mystikal) – 3:18
5. Get Yo' Ride On (featuring Eazy-E & MC Eiht) – 3:37
6. Money's Just a Touch Away (featuring Gerald Levert) – 4:34
7. Suck Down (Insert) – 0:29
8. Get a Lil Head (featuring Boo Kapone, CJ Mac, Binky Mack & Techniec) – 4:29
9. For the Money (featuring Ol' Dirty Bastard & Buckshot) – 4:33
10. Ghetto Horror Show (featuring Ice Cube & Jayo Felony) – 4:46
11. LBC and the ING (featuring Snoop Dogg) – 4:36
12. Radio Insert: Funkmaster Flex – 0:18
13. Let the Games Begin (featuring Fat Joe, Big Pun & CJ Mac) – 3:37
14. #1 Crew In the Area (featuring WC, K-Mac, Techniec, MC Eiht, CJ Mac, Boo Kapone, Binky Mack, Thump & Road Dawgs) – 5:07
15. Gangsta Shit's Like a Drug (featuring Tray-Dee & Squeak Ru) – 3:57
16. The Letter – 3:50
17. Should I Stay or Should I Go (featuring Ice Cube & Korn) – 4:09
18. Outro – 0:22